# Word Slam
Word Slam ist ein Karten- und Kommunikationsspiel der deutschen Spieleautoren Inka und Markus Brand, das 2016 bei Kosmos Spiele erschien. 2017 wurde das Spiel in die Empfehlungsliste der Jury zum Spiel des Jahres aufgenommen und mit dem Spielepreis des Hochbegabtenvereins Mensa in Deutschland e.V. (MinD) ausgezeichnet.

## Spielweise
Bei Word Slam geht es den Spielern darum, im Team verschiedene Begriffe durch das Auslegen von beschreibenden Karten zu erraten. Das Spielmaterial besteht neben der Spielanleitung aus:
- 200 Ratekarten mit jeweils 6 Begriffen in vier Farben
- 210 Erklärkarten, je 105 für die beiden Teams
- vier Kartenbänkchen als Ablage
- einem sechsseitigen Würfel
- einer Sanduhr

### Spielvorbereitung
Zu Beginn des Spiels teilen sich die Mitspieler in zwei möglichst gleich große Teams auf. In jedem Team wird ein Spieler zum Erklärer und jedes Team erhält ein Set aus 105 Erklärkarten sowie die beiden entsprechenden Kartenbänkchen. Die Kartenbänkchen werden so in der Tischmitte platziert, dass die schräge Kartenablage zu dem jeweiligen Team weist, und Würfel und Sanduhr werden bereitgestellt. Danach sortiert der Erklärer die Erklärkarten nach Farbe und Symbol vor die Kartenbank.

### Spiel für vier und mehr Spieler
Entsprechend der Anzahl der Spieler und der angepeilten Spielzeit werden unterschiedlich viele Runden gespielt, in der Regel 21 bis 25. Der Erklärer des ersten Teams würfelt und bekommt die Sanduhr, der Erklärer des zweiten Teams zieht die  erste Karte des Ratestapels. Er sieht sich den Begriff neben der gewürfelten Zahl an, danach gibt er die Karte an den Erklärer des anderen Teams. Ist der Begriff einem Erklärer unbekannt, kann einer der Erklärer einen anderen Begriff auf der Karte wählen.
Danach wird die Karte verdeckt neben den Ratestapel gelegt und mit dem Kommando WORD und der Antwort SLAM beginnen beide Erklärer, den Begriff jeweils für ihr Team mit den Erklärkarten zu beschreiben. Dafür suchen sie aus den Erklärkartenstapeln entsprechend passende Begriffe aus und stellen sie auf ihre Kartenbank, sie dürfen dabei weder sprechen noch sonstige Geräusche machen und sie dürfen auch nicht Teile der Karten abdecken, um Buchstabenfolgen zu erhalten. Karten auf der Bank können von dem Erklärer beliebig umsortiert und auch wieder entfernt werden, besonderes wichtige Karten können per Fingerzeig angezeigt werden. Bei zweiteiligen Wörtern kann auch die erste Bank für den ersten Wortteil und die zweite für den zweiten Wortteil genutzt werden. Die Teams dürfen derweil raten, welcher Begriff gemeint sein könnte. Der Spieler mit der Sanduhr kann jederzeit entscheiden, die Sanduhr zu nutzen und umzudrehen, danach haben beide Teams nur noch so lang Zeit, wie die Uhr läuft.
Das Spiel endet, sobald ein Spieler den richtigen Begriff geraten hat. Das erfolgreiche Team erhält die Ratekarte, danach beginnt die nächste Runde. Dabei wechseln die Teams ihre Erzähler im Uhrzeigersinn und die Rollen der Teams bei Spielstart werden getauscht. Das Spiel endet, wenn die letzte Ratekarte erraten wurde, Gewinner ist das Team mit den meisten erratenen Begriffen und bei Gleichstand wird eine Entscheidungskarte gespielt.

### Spiel für drei Spieler
Das Spiel für drei Spieler entspricht dem Spiel für mehr Spieler, es wird jedoch nur mit einem Satz Erklärkarten gespielt. Einer der Spieler ist Erklärer und die beiden anderen Spieler müssen die Begriffe erraten. Bevor der Erklärer startet, dreht er immer die Sanduhr um und beginnt dann mit den Erklärungen. Errät ein Spieler den Begriff vor Ablauf der Zeit, bekommen dieser und der Erklärer je eine Ratekarte. Wird der Begriff nicht innerhalb der Zeit erraten, bekommt kein Spieler die Karte. Nach der Runde wechselt die Rolle des Erklärers im Uhrzeigersinn.

### Varianten und Schwierigkeitsgrade
In der Spielanleitung werden mehrere Varianten genannt, um das Spiel etwas leichter oder schwerer zu machen:
- ohne Namen: Auf jeder Karte befindet sich ein Eigenname einer realen oder fiktiven Figur, ein Buchtitel, ein Filmtitel oder ähnliches – nach Absprache können diese Namen ausgespart werden
- Schwierigkeitsgrade: Die Ratekarten besitzen unterschiedliche Rückseiten, die die Schwierigkeitsgrade der Begriffe angeben. Dies reicht von Einsteiger (grün) über Einfach (gelb), erfahren (rot) bis Experte (schwarz). Je nach Zusammensetzung der Teams können die Ratestapel aus Karten unterschiedlicher Schwierigkeitsgrade zusammengestellt werden. Bei gemischten Gruppen können die einfacheren Karten für jüngere und unerfahrene Spieler und die schwereren für Erwachsene und erfahrene Spieler genutzt werden, dafür können zwei Stapel gebildet werden.

## Ausgaben und Rezeption
Das Spiel Word Slam wurde von den deutschen Spieleautoren Inka und Markus Brand entwickelt und 2016 bei Kosmos Spiele zu den Internationalen Spieltagen 2016 in Essen (SPIEL ’16) als deutsche Version aufgelegt. 2017 erschien das Spiel beim gleichen Verlag auch in einer Version in englischer Sprache.
2017 wurde das Spiel in die Empfehlungsliste der Jury zum Spiel des Jahres aufgenommen, das Spiel wird von der Jury wie folgt beschrieben:

„Mit „Wasser“ und „weiß“ ließe sich zum Beispiel ein leichter Begriff wie „Milch“ beschreiben. Doch es gibt auch Kategorien mit anspruchsvolleren Aufgaben. Um die Mitspieler etwa auf die Spur von „Laktoseintoleranz“ zu bringen, brauchen die Erklärer Kreativität bei der Auswahl der Wortkarten. Die Ratenden sollten gut kombinieren können und auf die Lösungsversuche des gegnerischen Teams achten, denn in diesen sind oft wertvolle Hinweise enthalten.“

In der Spieledatenbank BoardGameGeek wird Word Slam mit einer Wertung von durchschnittlich 7,0 (von 10) bewertet  und auch in zahlreichen weiteren Rezensionen wird das Spiel überwiegend positiv besprochen. In einer Rezension von Udo Bartsch in der spielbox stellt der Autor vor allem die Schwierigkeit heraus, mit 105 Begriffen komplexe Begriffe zu erklären und bewertet das Spiel mit 8 von 10 möglichen Punkten.

## Belege
1. 1 2 3 4 5 6 7  Spielregeln für Word Slam bei Kosmos Spiele
2. ↑  
Versionen von Word Slam in der Datenbank BoardGameGeek; abgerufen am 14. Mai 2017.
3. 1 2  Word Slam auf der Website des Spiel des Jahres e.V.; abgerufen am 5. Juni 2017.
4. ↑  Ratings für Word Slam in der Datenbank BoardGameGeek; abgerufen am 14. Mai 2017.
5. ↑  Udo Bartsch: Machen schnell mit nicht sprechen. spielbox 7, 2016; S. 6–7.